# Russell Boaden
Russell Boaden OAM (nascido em 15 de dezembro de 1969) é um velejador paralímpico australiano. Em 2016, Boaden foi aos Jogos Paralímpicos do Rio de Janeiro, no Brasil, onde conquistou a medalha de ouro, na classe sonar, além de bronze em Londres 2012. No mundial, já conquistou quatro medalhas, uma a prata e as demais, bronze.